# Нижнепиманский язык
Нижнепиманский язык (Lower Piman, Mountain Pima, Névome, Pima Bajo) — мексиканский коренной язык, относящийся к пиманской ветви юто-ацтекской семьи, на котором говорят около 1000 человек на севере Мексики, на границе штатов Центральная Сонора и Чиуауа. Ближайшими родственными языками являются оодхам (пима и папаго) и тепеуа.
Носители нижнепиманского языка живут в небольших семейных ранчо, а не в городах. Их материальная культура соответствует аналогичным в Северной Мексике. У языка есть восточный, северный, сонора, чиуауанский (нижний) и южный диалекты.